# 鈴木清 (医学者)
鈴木 清（すずき きよし、1898年4月17日 - 1967年1月16日）は、日本の解剖学者、医師。専門は組織学。鈴木鍍銀法の発明者としても知られる。

## 経歴
1898年04月17日、兵庫県津名郡洲本町常盤町425番地(兵庫県淡路島津名郡洲本町（現洲本市）で生まれた。1923年3月、大阪医科大学（現　大阪大学医学部）を卒業。
大学卒業後は、新潟医科大学助手に就任。1926年07月19日より、京城帝国大学医学部助教授・医学部勤務となった。1926年09月13日、朝鮮総督府医学専門学校講師に就任し、解剖学第二講座を分担する。 1933年11月08日、解剖学研究のために1年6ケ月間、ドイツ、フランス、イギリス、アメリカへ留学派遣される。この期間に、カイザー・ヴィルヘルム学術振興協会（ベルリン）のゴールド・シュミット教授に師事し、染色体研究を行った。1945年01月21日、大邱医学専門学校講師に就任。
しかし敗戦を迎えると、医師であった鈴木は1945年09月20日に韓国残留日本人のための救療団々長を依嘱される。また1946年2月3日に在外同胞援護会参事を依嘱される。自身は1946年4月23日に、福岡に引き上げ帰国する。その後も韓国と日本を往復して、残留日本人の帰国に尽力した。
1948年7月28日、大阪市立医科大学医学部教授に就任。 1950年07月07日には、第55回日本解剖学会会頭を務める。1952年05月、鈴木鍍銀法を学術誌・脳神経領域で発表。1955年04月01日、大阪市立大学医学部教授に就任(1964年3月31日まで在職勤務)。1958年より大阪市立大学大学院医学研究科主任、1959年7月より大阪市立大学医学部長。また、大阪市立大学医学部教授と兼任する形で、1956年3月31日より大阪大学医学部講師、1959年07月01日 より奈良県立医科大学非常勤講師、1962年10月1日より大阪府立大学農学部講師（非常勤）も務めた。
1961年3月31日、大阪市立医科大学名誉教授の称号を授与される。1964年04月14日、大阪市立大学名誉教授称号を授与される。1965年12月25日、大阪女子大学学長に就任。

## 家族・親族
鈴木家の先祖には阿波藩蜂須賀家に、儒者・御用絵師として仕えた鈴木芙蓉がいる。鈴木芙蓉には養子として鈴木鳴門、孫の鈴木鳴霽も御用絵師として三代にわたり仕えたとの記録がある。

## 研究内容・業績
鈴木清の研究生活は第二次世界大戦の終結前と終戦後の時代に二分される。終戦前、新潟大学医学部・助手から大邱で終戦を迎えるまでの時代と、終戦後に大阪市立大学・解剖学教授に就任してからの二代である。

### 戦前
- 前期は新潟大学解剖学教室での研究からはじまった。新潟大学での指導者は工藤得安教授(1888-1955) であった。鈴木は工藤の両生類の器官発生研究に協力して、各地で多種の両生類とその卵を採集して孵化させ、各種器官の発生の観察を行った。工藤は後に、蛍光顕微鏡を組み立てて肝臓のビタミンA蛍光を観察し、1938年に、「ビタミンAは網内系クッパー細胞に貯蔵される」と報告している。この当時に、鈴木とクッパー細胞との関係が始まっていた。
- 1926年に京城帝国大学助教授に就任した後は、鳥類染色体の研究に傾注していた。この期間にも多くの染色標本制作を経験し、Bielschowsky鍍銀法の難しさを経験していた。1933年11月から一年六ケ月間、独、仏、英、米へ留学。この期間に、カイザー・ウイルヘルム研究所のゴールド・シュミット教授に師事し、染色体研究を行った。

### 戦後
- 後期は終戦後に大阪市立医科大学(後に大阪市立大学に併合され、大阪市立大学・医学部となる)解剖学教授に就任以降に行った、鈴木鍍銀法の研究と完成であった。
- 鈴木鍍銀法は1952年に学術誌で公開されている。ビルショウスキー塗銀法の改良から始まり20年間の時日を要したと述懐している。鈴木が研究主題を前期の染色体研究から鍍銀法の開発に変更した背景を和氣健二郎（鈴木清の指導を受けた研究者。東京医科歯科大学名誉教授）は、当時の時代背景を説明して、解剖教室には研究費が潤沢でなく、協力できる研究者も少なかった研究室で進められる研究テーマとして鍍銀法の改良に取り組んだと紹介している。前期の研究で組織切片の作成を多く手掛け、Bielschwsky鍍銀法を行ってこの方法の難点を多く経験していた。
- 肝臓では自律神経は肝小葉内部へ侵入し、神経終末を肝実質細胞中に形成しているほか、類洞壁の外側に存在する特殊な細胞にも連結していた。この細胞を鈴木は肝臓における植物神経終末装置の「介在細胞」と考えた。鈴木が介在細胞と仮定した細胞の形態は、広く拡がった突起で実質細胞をおおい、細胞質は網目構造を呈していた。この網目構造や細胞の形態は、鍍銀操作後の塩化金溶液の処理によって、一段と鮮明に観察出来た。鈴木は、肝臓の介在細胞はクッパーの星細胞ではないかという結論を得た。鈴木は従来のクッパー細胞の概念に異を指摘した。鈴木の指摘は和気健二郎の追試により確認されて現在の概念が確立された。
- 鈴木の最後の研究となったのは、材料に界面活性剤を主材とした洗剤を組織切片標本作成の前処理に活用する方法の完成にあった。市場で洗剤を購入して種々の希釈濃度による実験を繰り返した。研究の途次には洗剤製造メーカーに書面で、利用されている表面活性剤の化学名と製造過程での希釈濃度の公開を願い出ていた。メーカーからは企業秘密を根拠として拒否の回答が届き、科学者としての憤懣を口にしていた。研究の進捗はメモとして個室の机に遺されていた。メモを頼よりに和気健二郎は追試して一定の成果は確認出来たが、研究のゴールを書き残したメモは確認出来なかったので、追試は未完に終わった。

- 鈴木清から良きアドバイスを受けたと感謝の辞を書き添えた他大学からの学術論文にも散見できるが、教育者として後輩を指導する事にも留意していた。
- 鈴木は学位取得には関心を持たず、周囲からの推薦にも強く固辞した。学会発表・学術論文の投稿も少ない研究者であった。

### 鈴木鍍銀法について
- 細胞組織・臓器組織を観察する時、着色した標本制作は欠かすことの出来ない作業である。この作業行程では染色・鍍銀が必要となる。後者の鍍銀には Bielschwsky法を始めとしていくつかの方式が紹介されていたが、手技の難易度、結果の不安定、組織細部への着色の不安定から、研究者には不満を残す技法であった。鍍銀法の難点を多く経験したことに加えて、写真化学に造詣が深かったことも寄与して、鈴木鍍銀法を改良開発する契機となった。
- 鈴木は自身で開発した鈴木鍍銀法を多種の組織に応用して観察を続けた。1958年に鈴木鍍銀法の詳説と各組織での観察記録を纏めて“実験治療　No. 310-320”で報告した。
- 11回にわたる連載の各タイトルを紹介すると、以下のとおりである。：No. 1　[組織の鍍銀法]　　No. 2　[骨格筋の・・・運動性神経終末]　　No. 3　[心筋における筋神経結合]　　No. 4　[滑平筋に終わる遠心性神経の終末]　　No. 5　[肝の神経終末]　　No. 6　[外分泌腺の神経終末]　　No. 7　[汗腺における神経終末]　　No. 8　[鍍銀法で見た副腎]　　No. 9　[鍍銀法で観察した味覚器]　　No. 10　[上皮及び上皮下に在る知覚終末]　　No. 11　[神経組織の鍍銀像についての注意事項]
- 観察は多種の組織を対象としており、鈴木鍍銀法の応用分野が広いことを実証している。
- 鈴木鍍銀法は他の方法より良き結果が得られる方法と評価されたが、標本製作者の染色過程での注意事項への配慮度に左右される技法でもあった。鈴木は No.1 で方法を詳説し、操作上の注意事項に触れて、使用する試薬の鮮度と純度、使用する器材の選択、器材の洗浄法にまで広く述べている。加えて、染色過程で研究者の目的に合わせた工夫を附加して、最適な標本を作製するアドバイスも書き添えている。
- 鈴木は自身の改良した鍍銀法の利点を紹介している。応用の範囲の広いこと、例えば氷結切片、セロイヂン切片、パラフィン切片又は薄膜状の組織等に鍍銀出来ること及び僅かな操作変更によって神経以外の組織要素 (結合組織繊維、 細胞間の結合質、中心小体、核の構造など) の検出も可能としている。
- 鈴木は No.11 で｢Bielschwsky氏法で染めた美しいと標本というものは、殆ど全てといってよいと思うが、神経原繊維のみを染めたもので、その外部を包んでいる細胞質を完全に染めていない。研究に当たってBielschwsky氏法にはかかる長所と短所を持っていることを忘れて議論を進めている人もいる。｣　と苦言を呈している。鈴木は先行して多方面で利用されたビルショウスキー氏法の功績も評価していた。上に紹介した鈴木の論文 No.1 ～ No.10 で動物の多くの組織を鈴木鍍銀法で染色し、各種臓器の自律神経線維を主に観察し、その観察から得られた知見（Bielschowsky鍍銀法等では検出出来なかった知見）を紹介し、当時までには指摘されていなかった新事実を指摘している。
- 鈴木鍍銀法は複数の研究者から高く評価するコメントが寄せられている（資料－4　p224～226参照）。